# 火星隕石
火星隕石（かせいいんせき）は火星起源で地球に落下した隕石である。火星に他の天体が衝突した結果、放出されたとされている隕石である。地球で発見された数万個の隕石の内、172個の隕石が火星起源だとされている(2016年時点）。その多くは2000年以降に発見された。
これらの隕石は、火星探査機やマーズ・ローバーによって測定された火星の岩石や大気と、元素および同位体の組成が類似した物であるため、火星からのものだと考えられている。なお、この用語は、ヒートシールド・ロックなどの「火星で発見された隕石」は含まない。

## 歴史
1983年に、M.R.スミスらがいわゆるSNC隕石グループ（シャーゴッタイト、ナクライト、シャシナイト）が隕石の放射線分析の結果、火星起源であると示唆した。これらの結果はTreimanらによっても確認され、1983年末、D.D.ボガードらによってシャーゴッタイトに分類される エレファント・モレインA79001に含まれる貴ガスの存在比率が、1970年代にバイキング計画の結果得られた火星の大気の組成と似ていることを発見した。
172個の火星隕石はシャーゴッタイトに分類されるものが140個、ナクライトが18個、シャシナイトが3個、玄武岩質の角礫岩隕石が7個、以上のどれにも属さないものが7個である（2016時点）。1980年にイエメンに落下したカイドゥン隕石は火星の衛星フォボスに由来する可能性がある。
SNC隕石グループの大部分は地質学的年代は若く、数億年前まで火星に火山活動があったことを示し、宇宙線照射年代の結果からは宇宙空間にあった時間も比較的短かったことが示されている。

## 分類

火星隕石は3グループ(オレンジ)と2小グループ(黄色)に分けられる。SHE = シャーゴッタイト, NAK = ナクライト, CHA = シャシナイト, OPX = 斜方輝石岩 (アラン・ヒルズ84001), BBR = 玄武角礫岩 (NWA 7034).

2018年4月25日、207個の火星隕石のうちの192個はエイコンドライト（石質隕石）に分類され、そこからさらに3つ、シャーゴッタイト (169), ナクライト (20), シャシナイト (3)に分かれる。残り(15)には斜方輝石岩質隕石(OPX)のアラン・ヒルズ84001と、10個の玄武角礫岩質隕石が含まれる。その結果、火星の隕石は全体としてSNCグループと呼ばれることがありる。それらは、互いに一致し、地球のそれと一致しない同位体比を持っている。なお、名称は、そのタイプの最初の隕石が発見された場所に由来している。

### シャーゴッタイト
シャーゴッタイトは、1865年にインドのSherghatiで発見されたシャーゴッティ隕石から名付けられている。
主なものにNWA 4766や2011年に落下が観察されたティシント隕石がある。

### ナクライト
ナクライトは、1911年にエジプトに落下したナクラ隕石から名付けられている。普通輝石に富み、13億年前の玄武岩のマグマから形成された。普通輝石とカンラン石の結晶を含んでいる。結晶化した年代はTharsis、Elysium、Syrtis Majorのどれかの火山で形成されたと考えられている。ナクライトは約1億年前に火星からとび出し、1万年前以後に地球に落下した隕石群であると考えられている。

### シャシナイト
シャシナイトは、1815年にフランスの Chassignyで発見された隕石から名付けられている。シャシナイトはアフリカの北部で発見されたNWA 2737だけが知られている。シャーゴッタイト、ナクライトと比べて酸化鉄、酸化マグネシウムが少なくカンラン石を主成分とする。

### 分類されていない隕石

#### ALH84001
非常に有名な火星隕石として、ALH84001が知られている。この隕石は岩石学的には斜方輝石岩 (Orthopyroxinite) に分類され、他の火星隕石とは異なる特徴を持っている。内部からは微細なバクテリアの化石のように見えるものが確認され、生物の痕跡であるかどうかの議論が行われた。ALH84001の年代は45億年と、ほかのSNC隕石の年代が13億年以内であるのに比べて古くどのように形成されたのか結論は出ていない。

## 火星隕石の一覧
Yamato000593
2000年11月に、日本の南極観測隊が昭和基地から350キロ離れたやまと山脈で発見した。大阪万博で展示されている。内部に閉じ込められた空気の成分が、米国の火星着陸機が調べた大気成分とほぼ一致したことから、火星由来の隕石と判断された。

## 年代測定
ナクライトとシャシナイトはおよそ13億年前に形成されたと考えられているものの、シャーゴッタイトの起源については議論となっている。一説には、シャーゴッタイトの形成は、火星の中でも古いキサンテ大陸にあるモハベ・クレーターの可能性が示唆されている。
火星から地球への移動時間は、隕石に対する宇宙放射線の影響、特に希ガスの同位体比（宇宙線起源希ガス）の測定によって推定できるとされる。